# Мафијаш на терапији
Мафијаш на терапији (енгл. Analyze This), или алтернативно Анализирај ово, америчка је акциона комедија у режији Харолда Ремиса, по сценарију који су написали Кенет Лонерган, Питер Толан и Харолд Рејмис, према причи Лонергана и Толана.
Радња прати кризом погођеног мафиоза (Роберт Де Ниро) који тражи помоћ невољног психијатра (Били Кристал).

## Радња
„Кум“ њујоршке криминалне породице, Пол Вити (Роберт Де Ниро), на ивици је нервног слома: атентат је извршен на његов живот, што је резултирало смрћу његовог старог сарадника, млади сарадник покушавајући да му подметне проблеме и преузме власт у „фамилији Вити“, мафијашким групама које не могу да поделе сфере утицаја, спрема се рат кланова, а полиција и ФБИ су му на репу.
А генерално, мафијашка професија није лака...
Сасвим случајно, али крајње опортуно, аутомобил пропалог психоаналитичара Бена Собела (Били Кристал) удари у ауто Џелија („Џели“, Џо Витерели), најближег приврженика Пола Витија, а др Собел му неопрезно оставља своју визит карту. Да би некако помогли Витију, његови саучесници га наговарају да посети јединог „смањивача тензије“ којег познају, а читав његов уобичајени начин живота се окреће наглавачке: мафија једноставно не зна како да води рачуна о туђим проблемима, планови, распореди, чак и свадбена церемонија, за господина Витија постоји само он и његов емоционални поремећај...
Генерално, како се др Собел жали: „Када сам одлучио да радим породичну терапију, имао сам на уму мало другачију „породицу“...